# APPIOT
APPIOT指物联网应用程序，是應用在物联网上的智能手机应用程序，APP是应用程序（application）的英文缩写，多指智能手机应用程序，IOT是物联网（internet of things）的英文缩写。APPIOT是物联网服务商根据自己的需求开发出一系列手机等移动终端应用程序，从而产生了APP和IOT相结合的模式。

## 发展
随着智能手机的普及，在移动终端（包括手机等）安装APP来控制物联网终端已经被业内看做是水到渠成，也是发展最值得期待的一种模式，目前，APPIOT已经成为中国国内物联网市场最为火热的市场细分之一。随着时间的推移，不久将会大量涌现针对物联网终端的APP。智能手机有自己的APP Store，相似的是，APPIOT也极有可能采用类似APP Store的模式。